# Исторический словарь Швейцарии
Исторический словарь Швейцарии (нем. Historisches Lexikon der Schweiz, фр. Dictionnaire historique de la Suisse, итал. Dizionario storico della Svizzera) — энциклопедия, посвящённая истории Швейцарии, в которой излагаются результаты современных исторических исследований в форме, доступной для широкой аудитории. Издаётся на немецком, французском и итальянском языках.
Энциклопедия издаётся под патронажем Швейцарской академии гуманитарных и общественных наук (SAGW/ASSH) и Швейцарского исторического общества (SGG-SHH) и финансируется национальными исследовательскими грантами. Над словарём работает 35 человек в центральном офисе фонда, вклад делают 100 академических консультантов, 2500 историков и 100 переводчиков.

## Печатное издание
Энциклопедия одновременно редактируется на трёх государственных языках Швейцарии: 
- немецком (Historisches Lexikon der Schweiz — HLS),
- французском (Dictionnaire Historique de la Suisse — DHS),
- итальянском (Dizionario Storico della Svizzera — DSS).

Первые 13 томов энциклопедии были опубликованы в 2002 году. В дальнейшем планируется издавать 1 дополнительный том в год. Два тома избранных статей опубликованы на романшском языке (Lexicon Istoric Retic — LIR).
Статьи сгруппированы по рубрикам:
1. Биографии,
2. Статьи о семьях,
3. Статьи о местах (коммуны, кантоны, крепости, монастыри, археологические памятники)
4. Тематические статьи (исторические явления, учреждения, события).

## Онлайн-издание
Онлайн-издание «Исторического словаря Швейцарии» доступно с 1998 года. Предоставляется бесплатный доступ ко всем статьям (с возможностью распечатать без иллюстраций). Содержит также список из 40000 тем, по которым будут написаны статьи.

## Издания словаря
- Historisches Lexikon der Schweiz (HLS), Schwabe AG, Basel, ISBN 3-7965-1900-8 (2002-)
- Dictionnaire historique de la Suisse (DHS), Editions Gilles Attinger, Hauterive, ISBN 2-88256-133-4 (2002-)
- Dizionario storico della Svizzera (DSS), Armando Dadò editore, Locarno, ISBN 88-8281-100-X (2002-)